# Список персонажів телесеріалу «Та, що говорить з привидами»
Нижче наведено персонажі з телевізійного серіалу «Говорить із привидами» режисера Джона Грея.

## Головні герої

### Мелінда Гордон
Мелінда Гордон стала бачити примар, коли була маленькою дівчинкою. Примарам, які не можуть перейти на той світ через незавершених проблем, вона допомагає знайти спокій і здійснити перехід. Цей дар передається протягом багатьох поколінь.
Вона одружена з Джимом Кленсі і володіє своєю антикварними лавкою. У пілотному і останніх епізодах ми бачили парад дітей. У неї і Джима є син Ейден Лукас, який має аналогічний, але більш потужний дар, ніж у Мелінди. Мелінду грає Дженніфер Лав Г'юїтт.

### Джим Кленсі
Джим Кленсі є чоловіком Мелінди Гордон. Персонажа грає актор Девід Конрад. З'являється у всіх епізодах.
Джим і Мелінда одружилися і переїхали до початку першого сезону. Джим був парамедиком, коли він врятував її два рази пожежі. Джим дізнався про унікальний дар Мелінди розмовляти з примарами ще до весілля; він допомагає їй так само багато, як і її найкраща подруга Андреа Марино, загибла в першому сезоні.
Був показаний епізод, коли Джим в юному віці стає свідком смерті свого брата Дена. Побачивши, як Ден вмирає, і будучи не в силах допомогти, він стає фельдшером. Привид Дена приходить на весілля Джима та Мелінди і розмовляє з Меліндою під час прийому після весілля.
Після переживань Мелінди у фіналі 2 сезону Джим стурбований тим, що привиди можуть нашкодити їй. Він намагається знайти інформацію про батька Мелінди, Тома Гордона, і її брата.
В епізоді Притулок героя Джим і Мелінда зустрічають приїзд в Грендвью Метта, який повернувся з Іраку. Метт стає параноїком через привидів своїх загиблих товаришів і посттравматичного стресового розладу і намагається покінчити з собою. Коли Джим намагається його переконати, той направляє на нього пістолет.
У Weight of What Was Габріель повертається в Грендвью і повідомляє, що він неповнорідний брат Мелінди. Джим, Рік і Делія відправляються на пошуки Мелінди, яка виявилася втягнутою в старий Грендвью, похований під нинішнім містом. Тесса, предок Мелінди, яка також говорила з примарами, допомагає їм знайти її, спілкуючись з Деліею і Джимом.
Під час навчання в медичній школі Джим подумує про від'їзд з Грендвью, Мелінді спочатку ця ідея не подобається, але потім вона погоджується.
В епізоді Смертельний батько Джим зізнався Мелінді, що хоче коли-небудь мати дітей. Мелінді вдалося завагітніти, але ембріон не закріпився. Ближче до кінця епізоду Уявні друзі і вороги Джиму вистрілили в плече. Після вдалої операції Мелінді залишилося чекати, коли він прокинеться. Через кілька годин вона прокидається і бачить, що Джим сидить поруч з нею; Джим каже, що у нього трапилася емболія, і просить Мелінду запам'ятати його таким. Тут вона розуміє, що Джим помер і прибіглі лікарі врятувати його не змогли. Джим каже їй: «Я завжди буду любити тебе, Мелінда», а потім його привид зникає. Його смерть віщувала прем'єру сезону, коли привид попередив Мелінду, щоб вона остерігалася смерті тих, кого вона любить. Відбиток смерті може перейти на те, до чого вона доторкається. Це плата за її дар.
Джим не хоче переходити у світ, так як він все ще любить Мелінду. Вона просить його піти у світ. Коли Джим і Мелінда стають свідками аварії, Джим вселяється в тіло загиблого мотоцикліста на ім'я Сем Лукас. Але Мелінда бачить обличчя Джима, інші обличчя Сема. Коли Мелінда каже: «Ти повернувся», Джим, який в даний час вважає, що він Сем і нічого не пам'ятає, і Джим, каже: «Я знаю, тебе?» Мелінда намагається по шматочках відновити його пам'ять. Спочатку він думає, що вона божевільна і не вірить їй. Коли Мелінда опиняється в пастці під землею, Джим намагається її врятувати, але вдаряється головою і всі спогади до нього повертаються. Коли Джим рятує її, вона називає його Семом, але він каже, що він Джим. Мелінда розуміє, що Джим повернувся, і радісно обіймає його.
Пізніше Мелінда дізнається, що знову вагітна, і виявляється це сталося незадовго до його смерті. Пізніше Мелінда починає турбуватися про свою майбутню дитину. У неї починаються кошмари. Джим і Мелінда знову одружуються на тому ж місці, що і в перший раз, в присутності Елая Джеймса, Делії Бенкс і повного зібрання духів.

### Бет Гордон
Бет Гордон — мати Мелінди. Вона теж говорить з примарами, але вона боїться свого дару і зовсім не вміє поводитися з примарами. Вона приховує його навіть від самої Мелінди.

### Пол Істман
Підлогу Істман — справжній батько Мелінди, але про це вона дізнається тільки в кінці третього сезону, коли Том Гордон намагається вбити її. Рідний батько захистив свою дочку. Вона ж допомогла йому піти у світ. Пол Істман при житті теж був промовистим.

### Том Гордон
Тому Гордон є «батьком» Мелінди. Жахлива людина. Він кинув їх з матір'ю, коли Мелінді було дев'ять. Помер в останній серії третього сезону, намагаючись вбити Мелінду. У тієї ж серії Мелінда дізнається, що не його рідна дочка.

### Габріел Лоуренс (Гордон)
Гебріел Лоуренс (Гордон) — син Тома Гордона від ще однієї людини, яка говорить з привидами. Також є мовцем і служителем темряви.

### Делія Бенкс
Делія Бенкс з'являється у 2 сезоні. Вона і її син-підліток Нед втратили чоловіка і батька Чарлі Бенкса за три роки до зустрічі з Меліндою. Персонажа грає Кемрін Мангейм.
Мелінда знайомиться з Делией після того, як Нед вкрав у її антикварному магазині пропуску. Делія розповідає їй про те, як важко бути агентом з продажу нерухомості і Мелінда запрошує її на роботу до себе в магазин. Вона ще не знає про дар Мелінди. В епізоді Перший привид Делії її переслідує привид померлого чоловіка Чарлі. Побачивши, як Мелінда розмовляє сама з собою, вона думає не звертати на це увагу. Але незабаром Крейда розповідає, що бачить примар. Делія навіть вирішує не йти на роботу до Мелинде. Лише до кінця епізоду Делія дізнається, що Чарлі хоче з допомогою Мелінди її забезпечити. Ще трохи вагаючись, Делія повідомляє, що прийде на роботу.

### Рік Пейн
Рік Пейн (якого грає Джей Мор) — дивний професор, який є експертом в окультних науках і історії, який охоче допомагає їй розуміти складні паранормальні явища, з якими вона стикається, згодом стане її найкращим другом.

### Нед Бенкс
Неда Бенкса спочатку грав Тайлер Патрік Джонс, але починаючи з 3 епізоду сезону цю роль виконує Крістоф Сандерс. Нед порівняно хороший хлопець, який присвятив своє життя допомагаючи Мелінді з окультизмом. Він є сином Делії і Чарлі Бенкс. Події його юності були в деяких епізодах. Був спійманий в антикварному магазині за крадіжкою квитків The Grateful Dead. Після того як дізнався про дар Мелінді завжди був готовий прийти до неї на допомогу. У наступних сезонах часто отримував травми через привидів. У 3 сезоні потрапляє в приватну школу. Нед вірив у Мелінду, навіть не маючи якогось дару.

### Елай Джеймс
Елай Джеймс був введений в першій серії 4 сезону. Героя грає Джеймі Кеннеді.
В будівлі кампусу університету Рокленд 3 жовтня 2008 року він помер, але був повернутий, в результаті чого мав околосмертные переживання. Після цього він став чути духів, але не бачити їх, як Мелінда. Протягом четвертого сезону він звикає до свого нового дару і починає їй допомагати. Елай також допомагає Мелінді, дізнаючись інформацію поліції.
Зої, попередній зберігач Книги змін і екс-подруга Елайа, померла після падіння зі сходів, намагаючись зупинити злодія під впливом спостерігача. В кінці 4 сезону Зої перейшла у світ і сказала, що Елай — наступний зберігач книги. В 5 сезоні з'ясовується, що Елі є одним з викладачів Неда в університеті. Евелін, мати Елі, померла 7 років тому, хоча сказав Мелінді і Джиму, що взяв автограф для мами під час шоу, коли та відвідувала Грендвью. Джеймс Рей, батько Елайа, помер від інфаркту в 3 епізоді 5 сезону.
Елай і Мелінда з плином часу стали дуже близькими друзями. Спочатку він думав, що Мелінда божевільна, поки не зрозумів, що у нього майже такий же дар. Після цього він завжди допомагав Мелінді і отримував від цього задоволення.

### Ейден Лукас
Ейден Лукас син Мелінди Гордон і Джима Кленсі. Виконує актор Коннор Гіббс.
Ейден народився 25 вересня 2009 року. до його народження спостерігачі передбачили Мелінді, що її син буде мати куди більш сильним даром. Під час пологів їй знадобилося кесарів розтин. Дитину називають в честь батька Джима і Сема. Щороку в день його народження трапляється що-небудь погане. Делія і Мелінда назвали його народження прокляттям. Ейдена переслідував дух померлої жінки, яка померла під час пологів, коли народжувала Мелінда. Привид вважає, що Ейден це дух її померлого сина і вона буде переслідувати Ейдена щороку в день його народження.
Мелінда виявила, що син цієї жінки живий і живе зі своїм батьком. Жінка пішла у світ. Пізніше Мелінда дізналася, що її син може відчувати людські емоції. Він емпат. Ейден може бачити і чути духів також, як і його мати.

## Колишні персонажі

### Андреа Марино
Андреа Джойс Марино (sometimes mentioned as Moreno) до зустрічі з Меліндою працювала юристом в Нью-Йорку. Переїхала в Грендвью і стала працювати в магазині Мелінді. Високого зросту. Роль виконує Айша Тайлер. Загинула в 1 сезоні.
Загинула в авіакатастрофі. Вона їхала до свого брата, коли поблизу міста впав літак. Андреа думала, що мертвий її брат. Коли Мелінді довелося розповісти про її смерті, Андреа на мить захотіла щоб її брат помер замість неї. Тому нею зміг заволодіти темний дух Романо. Але Мелінда звільнила свою подругу і відправила у світ. Після ніхто не зміг замінити Мелінді Андреа.